# Liste von Fahrradmuseen
Ein Fahrradmuseum präsentiert Modelle und Artefakte zur Geschichte des Fahrrades und des Radsports. Die folgende Liste enthält Fahrradmuseen nach Staaten geordnet weltweit.

## Deutschland
- Deutsches Fahrradmuseum (Bad Brückenau)
- Fahrradmuseum Barrien[1] (Syke)
- Fahrradmuseum Dresden (Dresden) (geschlossen)
- Fahrradmuseum Hüttenheim[2] (Willanzheim)
- Museum für sächsische Fahrzeuge (Chemnitz)
- Pedalwelt[3] (Heimbuchenthal)
- RadHaus (Einbeck)
- Radsportmuseum Course de la Paix (Kleinmühlingen)
- Fahrradmuseum Hof Westermeier (Salzkotten)[4]
- Fahrradmuseum Uelzen[5]
- Radsportmuseum Wünsdorf (Wünsdorf) (geschlossen)
- Rheinhessisches Fahrradmuseum (Gau-Algesheim)
- VELOCIUM (Weinböhla)
- Deutsches Zweirad- und NSU-Museum (Neckarsulm)

## Belgien
- Koers. Museum van de Wielersport, Roeselare

## Dänemark
- Danmarks Cykelmuseum[6], Aalestrup

## Estland
- Estnische Fahrradmuseum[7], Väätsa

## Frankreich
- Musée du Vélo[8], La Bourgade
- Musée du Vélo[9], Tournus, Burgund
- Musée du Vélo La Belle Echappée[10], Fresnaye-sur-Chédouet, Sarthe, Pays de la Loire
- Musée du Vélocipède[11], Cadouin, Dordogne

## Litauen
- Fahrradmuseum Šiauliai

## Niederlande
- Fietsmuseum „de Barrel“,[12]
- Velorama, Nijmegen
- Fietsmuseum Garage Birza Zuidhorn[13]

## Österreich
- Fahrradmuseum Retz[14], Retz
- Fahrradmuseum Schloss Vösendorf[15], Vösendorf (siehe Fahrradmuseum Vösendorf)
- Fahrradmuseum Ybbs an der Donau[16], Ybbs an der Donau
- Oldtimermuseum „rund ums Rad“,[17] Altmünster

## Portugal
- Museu do Ciclismo[18], Caldas da Rainha

## Schweiz
- Velomuseum Rehetobel AR
- Musée du Vélo Marc-André Elsig Chippis VS
- HEKU Velo Museum Reidenbach BE
- Nationales Velo-Museum Du Pont Brügg Brügg BE

## Südkorea
- Sangju Bicycle Museum[19], Sangju

## Tschechien
- První české muzeum cyklistiky, Nové Hrady

## USA
- Bicycle Museum of America – New Bremen (Ohio)
- Bicycle History Museum[20], Grand Junction (Colorado)
- Houston Bicycle Museum[21], Houston
- Little Congress Bicycle Museums[22], Cumberland Gap, Tennessee
- The Metz Bicycle Museum[23]/, Freehold, New Jersey (closed)
- Marin Museum of Bicycling, Fairfax, California, includes the Mountain Bike Hall of Fame
- Old Spokes Home[24], Burlington (Vermont)
- Three Oaks Bicycle Museum  – Three Oaks (Michigan)
- United States Bicycling Hall of Fame, Davis (Kalifornien)
- The Velocipede Museum[25]  – New Castle (Delaware)

## Vereinigtes Königreich
- National Cycle Collection,[26] Llandrindod Wells